# Bob Woolmer
Robert Andrew Bob Woolmer (14. května 1948 – 18. března 2007) byl anglický hráč kriketu, trenér a komentátor. Jako hráč odehrál několik zápasů za anglický národní tým, trénoval národní týmy Jižní Afriky a Pákistánu a klubový tým Warwickshire.
Zemřel v roce 2007 během průběhu Mistrovství světa v kriketu 2007 v hotelovém pokoji v Jamajce, jako hlavní trenér pákistánského národního týmu, po velmi překvapivé porážce s Irskem. 22. března oznámila jamajská policie, že úmrtí začíná vyšetřovat jako vraždu. Dne 13. května 2007 přinesl jamajský server informace o tom, že zemřel podle Scotland Yardu přirozenou smrtí.